# Zacharie Noah
Pour les articles homonymes, voir Noah.
Zacharie Noah, né le 2 février 1937 à Yaoundé et mort le 8 janvier 2017 dans la même ville, est un footballeur camerounais.
Le père de Yannick et grand-père de Joakim évolue en tant que défenseur à Saint-Germain-en-Laye et Sedan, où il remporte notamment la Coupe de France 1961.

## Biographie

### Jeunesse et carrière de footballeur
Zacharie Noah naît le 2 février 1937 à Yaoundé, au Cameroun, alors protectorat français. Il est le fils de Simon Noah, combattant du 1er régiment de tirailleurs du Cameroun lors de la Seconde Guerre mondiale et employé d'une plantation de cacaoyers, mort assassiné à 84 ans d'une balle dans le dos lors d'une tentative de coup d'État au Cameroun en 1984. À son retour de la guerre, Simon envoie son fils Zacharie étudier en France.
Zacharie Noah arrive en France lorsqu'il a une douzaine d'années, à Saint-Germain-en-Laye chez sa sœur et son beau-frère pour y faire ses études, notamment secondaires au lycée Marcel-Roby. Il commence sa carrière de footballeur au poste de défenseur, au sein du Stade Saint-Germain en 1956, avant d’être recruté par l'UA Sedan-Torcy l'année suivante, alors en première division et qui devient l’un des clubs phares des années 1960 en France. « J’ai eu le nez d’y aller, alors qu’on me le déconseillait fortement à cause de la rigueur du climat et de la mentalité des gens de la région. (…) J’ai préféré Sedan aux propositions faites par le Red Star, le Racing Club de Paris et le Stade Français », confiera-t-il plus tard.
Défenseur élégant, Zacharie fait toute sa carrière sous la direction de Louis Dugauguez à Sedan, avec qui il remporte notamment la Coupe de France en 1961, au détriment de Nîmes. C’est d’ailleurs dans cette ville que naît Yannick, après deux filles (Isabelle et Nathalie), de son union avec Marie-Claire Noah, une institutrice des Ardennes. Au sein des Sangliers, il est estimé pour son élégance, sa solidité, ses interceptions, son adresse, son jeu de tête et sa souplesse. Victime d’une fracture du bassin, Zacharie Noah est contraint d’arrêter le football en 1962, à seulement 25 ans.

### Retour à Yaoundé
Après sa grave blessure, la famille Noah part s'installer à Yaoundé, capitale du Cameroun indépendant depuis le 1er janvier 1960. Zacharie est employé de banque et Marie-Claire enseignante. C'est là que le jeune Yannick Noah découvre le tennis dans un pays qui ne possède à l'époque que huit courts, cela devient très vite sa passion.
Zacharie construit dans son village d'Etoudi un country club et son épouse y développe une école.

### Suivi de la carrière de Yannick et fin de vie

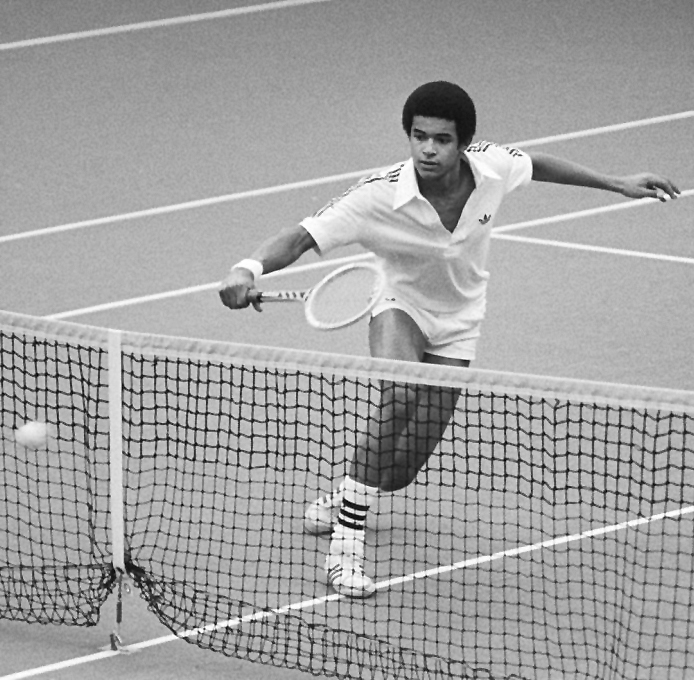
Yannick Noah à 18 ans en 1979.

Zacharie suit la carrière de tennisman de son fils Yannick. Jusque lors de son sacre à Roland-Garros le 5 juin 1983. Zacharie descend des tribunes pour entrer sur le court central et étreindre longuement son fils en larmes, déjouant le service de sécurité,.
Le 8 janvier 2017, il décède à Yaoundé des suites d'une longue maladie à 79 ans.

## Statistiques
| Saison                | Club                  | Championnat           | Championnat | Championnat | Coupe(s) nationale(s) | Coupe(s) nationale(s) | Compétition(s) continentale(s) | Compétition(s) continentale(s) | Compétition(s) continentale(s) | Total | Total |
| Saison                | Club                  | Division              | M.          | B.          | M.                    | B.                    | Comp.                          | M.                             | B.                             | M.    | B.    |
| 1956-1957             | Stade saint-germanois | -                     | -           | -           | -                     | -                     | -                              | -                              | -                              | 0     | 0     |
| 1957-1958             | UA Sedan-Torcy        | Division 1            | 9           | 0           | 4                     | 0                     | -                              | -                              | -                              | 13    | 0     |
| 1958-1959             | UA Sedan-Torcy        | Division 1            | 21          | 0           | -                     | -                     | -                              | -                              | -                              | 21    | 0     |
| 1959-1960             | UA Sedan-Torcy        | Division 1            | 1           | 0           | -                     | -                     | -                              | -                              | -                              | 1     | 0     |
| 1960-1961             | UA Sedan-Torcy        | Division 1            | 25          | 0           | 7                     | 0                     | -                              | -                              | -                              | 32    | 0     |
| 1961-1962             | UA Sedan-Torcy        | Division 1            | 10          | 0           | 1                     | 0                     | C2                             | 2                              | 0                              | 13    | 0     |
| Total sur la carrière | Total sur la carrière | Total sur la carrière | 66          | 0           | 12                    | 0                     | -                              | 2                              | 0                              | 80    | 0     |

## Palmarès
- Vainqueur de la Coupe de France en 1961 avec l'UA Sedan-Torcy
- Finaliste du Challenge des Champions en 1961 avec l'UA Sedan-Torcy